# Chely Wright
Chely Wright 1970.október 25-én született Richelle Renne Wright néven Kansas Cityben country énekesnő, melegjogi aktivista.

## Élete
14 évesen lépett fel fel először színpadon, miközben zongoratanulmányokat is folytatott. 1994-ben jelent meg első albuma, majd azt két év múlva követte a következő ami már egyértelműen sikeres volt, és amely siker azóta sem csökkent. Azóta folyamatosan jelennek elbumai, melyen felelhetőek slágerlistás számok is. 1999-es Single White Female című albuma aranylemez lett az USA-ban. 2001-ben szerepelt a Kiskrapek visszavág című vígjátékban.

## Albumok
- 1994 - Woman in the Moon
- 1996 - Right in the Middle of It
- 1997 - Let Me In
- 1999 - Single White Female
- 2001 - Never Love You Enough
- 2003 - 20th Century Masters - The Millennium Collection: The Best of Chely Wright
- 2004 - Everything (non-label release, demo songs & DVD)
- 2005 - The Metropolitan Hotel
- 2007 - The Definitive Collection